# Leoninus
Leoninus Magister (II poł. XII wieku w Paryżu) – francuski kompozytor epoki średniowiecza, kantor, kierownik chóru, zakonnik, przedstawiciel szkoły paryskiej. Uchodził za najwybitniejszego kompozytora muzyki organalnej.
Związany był z katedrą Notre-Dame. Komponował głównie 2-głosowe utwory, zebrane w dziele Magnus liber organi (Wielka księga organum).
Razem z Perotinusem (który był jego następcą i prawdopodobnie uczniem) próbował rozwiązać problemy rytmiczne związane z organum melizmatycznym, które było budowane na zasadzie nota contra notam (nuta przeciw nucie, czyli równe wartości rytmiczne we wszystkich głosach). Problem ten polegał na tym, że np. na 3 dźwięki w vox principalis (głos główny) przypada 5 dźwięków vox organalis (drugi głos). W tym celu wprowadzono schematy rytmiczne (były one podobne do stóp metrycznych starożytnych Greków), które poprawiły czytelność organum.
Znaczenie Leonina polega na wprowadzeniu nowego, jednakowo uporządkowanego rytmu w dopiero co kiełkującej polifonii.

## Źródła/Bibliografia
- Mała encyklopedia muzyki, Stefan Śledziński (red. naczelny), PWN, Warszawa 1981, ISBN 83-01-00958-6